# Baggage Claim
Baggage Claim è una canzone della cantante country statunitense Miranda Lambert, estratta come primo singolo dal suo quinto album Four the Record. È stato pubblicato il 16 agosto 2011 dall'etichetta discografica Columbia Nashville. Baggage Claim è stata scritta da Natalie Hemby, Luke Laird e dalla stessa Miranda Lambert.
La canzone ha ricevuto critiche sia positive che negative. Bobby Peacock di Roughstock l'ha valutata con quattro stelle e mezza su cinque, definendola "un brano di carattere ben fatto". Ha inoltre ammirato l'"intelligente gioco di parole sul bagaglio emotivo, alludendo al bagaglio con il quale il suo uomo è stato allontanato dalla sua casa." Billy Dukes di Taste of Country le ha invece dato due stelle su cinque, trovando questo doppio senso della canzone un difetto e confrontandola negativamente con una canzone nello stile di Carrie Underwood.
Il singolo è entrato alla posizione numero 33 della classifica country statunitense nella settimana del 20 agosto 2011, diventando il più alto debutto in questa classifica nella carriera di Miranda Lambert, e ha finora raggiunto la numero 20.

## Classifiche
| Classifica (2011)     | Posizione massima |
| --------------------- | ----------------- |
| Canada                | 74                |
| Stati Uniti           | 44                |
| Stati Uniti (Country) | 3                 |